# Ариобарзан (Понт)
Ариобарзан (на гръцки: Aριoβαρζάνης) е вторият цар на Понтийското царство.

## Управление
Ариобарзан наследява баща си Митридат I Ктистис и управлява в периода 266 пр.н.е. – ок. 250 пр.н.е.
По времето на своето царуване Ариобарзан завзема град Амасра в Пафлагония. Подобно на баща си използва услугите на наемници гали дошли от Мала Азия и така спира опитите на египетския владетел Птолемей II за разширяване към понтийските територии.
Ариобарзан е наследен от Митридат II.